# Власов, Константин Васильевич
Константин Васильевич Власов (1899—1995) — советский хозяйственный, государственный и политический деятель. Инженер-полковник (3 марта 1945).

## Биография
Родился в 1899 году в деревне Шемские Выселки Погостинской волости Касимовского уезда Рязанской губернии, ныне не существует, находилась на территории Клепиковского района Рязанской области. Член КПСС с 1918 года.
С 1913 года — на хозяйственной, общественной и политической работе. В 1913—1966 гг. — ученик токаря, участник Октябрьской революции, на железнодорожном транспорте, член революционного военного трибунала Юго-Западной железной дороги, в Красной армии. 
В 1932 – 1947 годах работал на Горьковском автомобильном заводе им. В. М. Молотова: наладчик линии коленчатого вала, начальник цеха колодки задних мостов, главный технолог, главный инженер (1942-1947). 
В 1934 – 1935 годах был в командировке в США (г. Детройт). 
С 1947 года – директор Днепропетровского автомобильного завода (ныне "Южмаш", г. Днепр, Украина). 
С 1950 года – директор автомобильного завода им. И. В. Сталина (г. Москва). 
С 1954 года – заместитель министра автомобильного, тракторного и сельскохозяйственного машиностроения СССР. 
В 1957 – 1959 годах – председатель Ульяновского совнархоза. Делегат XXI съезда КПСС (1959). 
На декабрь 1960 года – председатель Советом народного хозяйства Ульяновского экономического административного района.
Впоследствии - персональный пенсионер союзного значения.
Жил в Москве, похоронен в деревне Большие Дворики Касимовского района Рязанской области 12 октября 1995 года.

## Награды
Ордена: Ленина (09.03.1944), Отечественной войны 1-й степени (16.09.1945), Трудового Красного Знамени (20.01.1943), Красной Звезды (29.12.1941).